# Уитни (телесериал)
«Уитни» (англ. Whitney) — американский ситком, созданный Уитни Каммингс на основе своего собственного опыта. Премьера сериала состоялась в четверг 22 сентября 2011 года на телеканале NBC. 14 ноября 2011 года было объявлено о продлении сериала до полного сезона и переносе сериала на среду. 11 января 2012 года был возобновлен показ первого сезона сериала.
9 мая 2013 года канал закрыл сериал после двух сезонов.

## Сюжет
Сериал рассказывает о Уитни Каммингс из Чикаго, изображающую беллетризованную версию себя, и её очень поддерживающим сожителе. Хотя пара решила, что они не будут вступать в брак, Уитни сомневается, насколько они преданы друг другу после их 3-летних отношений, и старается доказать свою точку зрения. Она начинает бояться, что «отношения от скуки» и повседневная рутина могут положить конец их отношениям. Судя по тому, что она видит и слышит вокруг себя, Уитни решает использовать нетрадиционные методы, чтобы сохранить романтику в отношениях с помощью своих близких друзей.

## В ролях
- Уитни Каммингс — Уитни Каммингс, фотограф
- Крис Д’Илайа — Алекс Миллер, интернет-предприниматель
- Рэй Сихорн — Роксана Харрис, разведённая подруга Уитни
- Зои Листер Джонс — Лили Диксон, невеста Нила и близкая подруга Уитни
- Дэн О’Брайэн — Марк Мёрфи, полицейский офицер со слабостью к женщинам
- Молик Панчоли — Нил, жених Лили и друг Уитни
- Тоун Белл — Эр Джей, старый друг Алекса

## Производство
Это будет один из двух ситкомов, для которых Каммингс послужит одним из создателей и продюсером, также как и её проект на студии Warner Bros. Television для CBS «Две разорившиеся девочки» был запущен в то же время, как и «Уитни». Для этого сериала, Каммингс также выступает в качестве исполнительного продюсера, создателя и сценариста наряду с Скотт Стубером, Цюань Фунг и Бетси Томас.
Беверли Д’Анджело первоначально должна была играть Патти в пилотном эпизоде, прежде чем официально была заменена Джейн Качмарек. В результате сцены с Д’Анджело в пилотном эпизоде были пересняты с Качмарек.

## Интернациональный показ
- Сериал был приобретен канадским каналом CTV, где стартовал в понедельник, 19 сентября 2011 года после премьеры нового сезона «Два с половиной человека». На 29 сентября сериал будет выходить в эфир в тот же вечер, что и на NBC, но будут назначены разные временные интервалы в зависимости от региона.[8]
- Сериал также транслировался в Австралии телеканалом Seven Network начиная с 2012 года.[9]

## Прием

### Прием критиков
«Уитни» получила в основном негативные отзывы. Рейтинг составляет 49 из 100 на Metacritic. Пилотный эпизод получил оценку D, данная Эриком Адамсом и Стивом Хислером, ссылаясь на слабость актёрского мастерства Каммингс.
The Huffington Post нашёл ряд вполне вдохновляющих моментов в сериале, многие персонажи были хорошо оценены. Что касается Рокси, одной из второстепенных персонажей, рецензент отметил, что «вы должны задаться вопросом, если реальной Уитни никогда не встречалась разведённая женщина, или если её исследования закончился пересмотром всей своей жизни. Возможно, это шоу было бы однажды лучше как оригинальный фильм».
Не все отзывы были суровыми, однако Роберт Ллойд из The Los Angeles Times пишет: «В конце концов, настроение улучшается, фарс расслабляет, сериал может оказаться очаровательной комедией».

### Рейтинги
Сериал впервые дебютировал на CTV в Канаде 19 сентября 2011 года, за три дня до его американской премьеры на канале NBC. Шоу выиграло свой временной интервал с двумя миллионами зрителей, набранный за счет предшествующего долгожданного девятого сезона сериала «Два с половиной человека».
В свой скромный дебют в США на NBC, сериал собрал 6.7 миллионов зрителей с рейтингом 4.0/6. Однако, что более важно, пилотная серия заработала 3.2 в категории 18-49 демо-рейтинга, от которого часто зависит стоимость рекламы. В декабре рейтинг упал до 4 миллионов зрителей и 1.9 в категории 18-49, что описывается на Entertainment Weekly, как в «мутный рейтинг».